# 水野智彦 (実業家)
水野 智彦(みずの ともひこ、1891年2月5日 - 1997年12月11日）は、日本の経営者。日本特殊陶業社長、会長を務めた。東京都出身。

## 経歴
1915年に慶應義塾大学部理財科を卒業し、同年に森村組に入社。1956年に取締役に就任し、1934年に日本陶器取締役にも就任し、1944年には日本特殊陶業専務に就任し、1949年に取締役、1961年に監査役、1963年に顧問を経て、1971年に社長に就任。1973年に会長に就任。
1972年に勲三等瑞宝章を受章。
1997年12月11日、呼吸不全のために死去。106歳没。